# Catanduva (gemeente)
Catanduva is een gemeente in de Braziliaanse deelstaat São Paulo. De gemeente telt 114.812 inwoners (schatting 2009).

## Aangrenzende gemeenten
De gemeente grenst aan Catiguá, Elisiário, Embaúba, Itajobi, Marapoama, Novais, Palmares Paulista, Paraíso en Pindorama.

## Verkeer en vervoer
De plaats ligt aan de wegen BR-456/SP-310, SP-321 en SP-351.

## Geboren
- Alex Sandro (1991), voetballer